# Dadányi család
A gyülvészi Dadányi család a grúziai Mingrélia uralkodócsaládjának, a Dadiani-háznak a magyar oldalága, és IV. Leó (Levan) mingréliai fejedelemnek (uralkodó herceg) a Magyar Királyságba menekült, és itt a XVIII. században magyar nemességet szerző leszármazottai.

## Eredete
A család a grúziai Mingrélia uralkodócsaládjának, a Dadiani-háznak a magyar ága. IV. Leó (Levan) mingréliai fejedelem (herceg) (ur.: 1681–1691) leszármazottai voltak, akit 1691-ben trónfosztottak. IV. Leó az Oszmán Birodalomba menekült, és Konstantinápolyban halt meg 1694 körül. A  felesége a Bagrationi-házból származó Tinatini (1678–1725) hercegné, V. Bagratnak, Imereti királyának a lánya volt, aki Oroszországba menekült, és VI. Vahtang grúz királyhoz, II. Tamar grúz királynő apjához csatlakozott a száműzetésben, és ott halt meg 1725. augusztus 21-e körül.
IV. Leónak a gyermekei azonban egy kivétellel az ágyasaitól születtek, mint ahogy IV. Leó is házasságon kívül született gyermek volt. A hét fia különböző országokban, Oroszországban, Lengyelországban, Moldvában, illetve az Oszmán Birodalomban telepedett le, míg Naum Giorgi Dadiani (1695–1758) nevű fia, aki már az apja halála után születhetett 1695-ben, Magyarországra került a bátyjával, Konstantini Dadiani herceggel együtt, és 1715. májusa előtt a Pozsony vármegyei Szentgyörgyön telepedett le, ahol Georgius Dadián néven vették jegyzékbe 1715 májusában és augusztusában. Magyarosított neve Dadányi Naum György lett. A felesége a szintén vele menekült Servasidze hercegnő volt, akitől három fia, György, Mihály és Miklós született, akik közül a két kisebb az apjuk halála (1758) után Lengyelországba ment, az idősebb György (1720–1774), aki 1720-ban jött a világra, viszont Magyarországon maradt, és Miskolcon halt meg 1774. július 24-én, a földi maradványait pedig a Mindszenti temetőben ortodox szertartással helyezték örök nyugalomra.
Dadányi György fiai, Dadányi Naum Levan György (1756–1802) és idősebb Dadányi Konstantin (?–1785 körül) 1781/82-ben megvették a Temesvártól délnyugatra fekvő, akkor Torontál vármegyei Gyülvész települést, és ekkortól vették fel a nevükbe a gyülvészi jelzőt (gyülvészi Dadányi, Dadányi de Gyülvész). II. József 1784. január 30-án a Magyar Királyság nemeseinek a sorába emelte a gyülvészi Dadányi családot, és ezzel a grúz fejedelmi család magyar nemesi címet szerzett. Dadányi Naum Levan György másodszülött fia, ifjabb Dadányi Konstantin (1783–1854) magyar nemességét I. Ferenc király 1800. június 28-án megerősítette.

## Híres tagjai
- Dadányi György (1893–1969) író, ifjabb Dadányi Konstantin dédunokája